# 德宏芒市国际机场

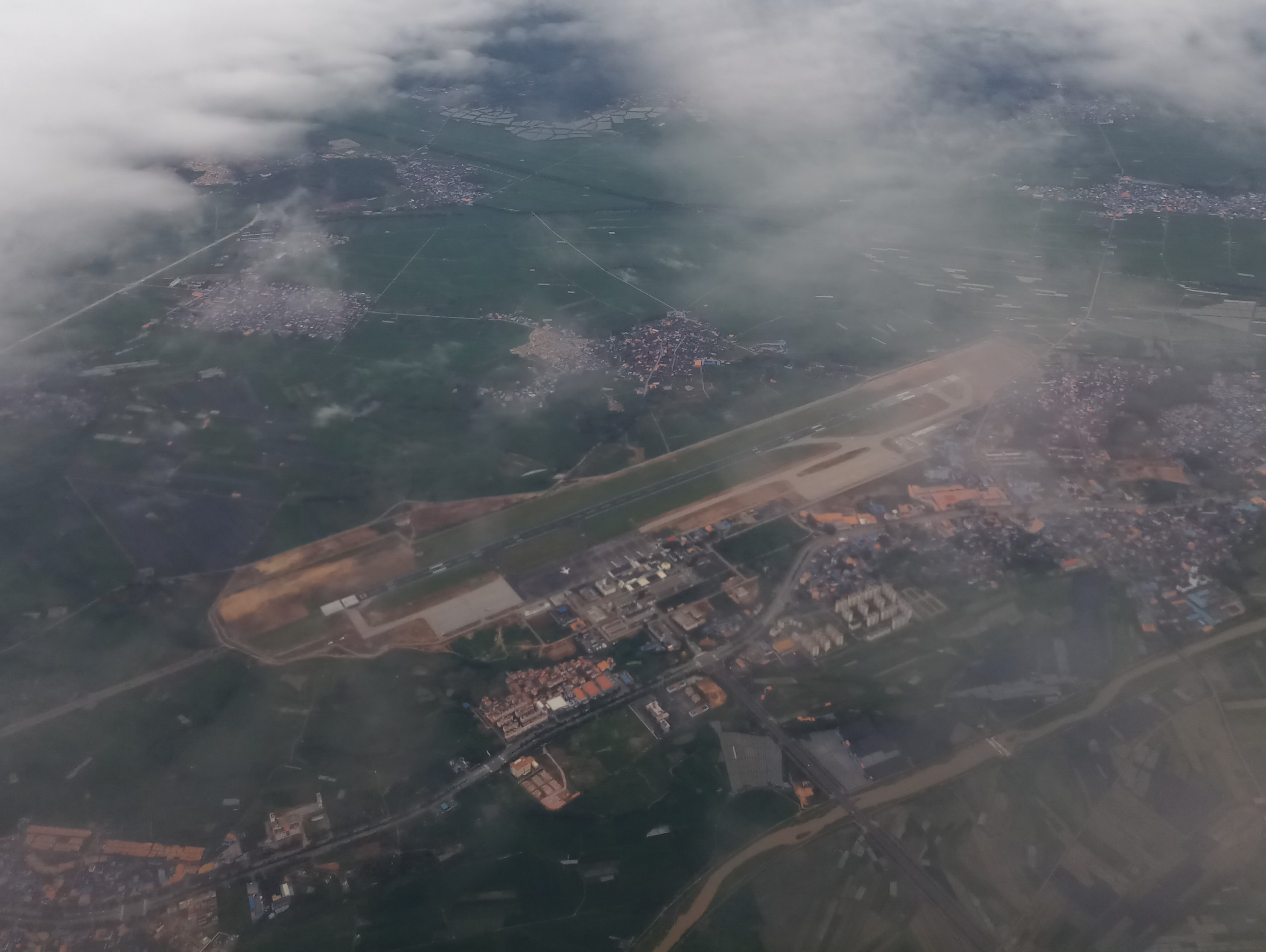
芒市机场航拍照

德宏芒市国际机场，原名芒市机场、德宏芒市机场，是中华人民共和国云南省的一座次区域枢纽机场、国内支线民用机场，是德宏傣族景颇族自治州唯一的民用机场，坐落于芒市风平镇，距离芒市城区6.5公里，飞行区等级为4C级。德宏芒市机场也是瑞丽航空和德宏南亚航空的基地机场。芒市机场始建于二战时期，战后一度荒废，重建后于1990年投入使用。从年旅客量和货运量来看，芒市机场是云南省内继昆明、丽江、西双版纳和大理之后的第五大机场，2023年共运送旅客2,266,993人次。2016年国务院批准芒市机场对外开放，2019年开通了飞往缅甸曼德勒和仰光的定期国际航线。

## 历史

### 二战时期
由于中国抗日战争的需要，国民政府于1937年底在芒市西南6.5公里处赶修芒市机场，1940年机场落成:127。根据1939年潞西设治局征用土地及折迁房屋等的费用表册，机场修建共向中央政府报请拔款国币22,184.40元:686。机场长1,900米、宽855米，土质跑道全长1,770米、宽45米，占地面积2,279.86亩。早期也称作芒市风平飞机场，曾起降过P-40战斗机和C-46、C-47运输机:686。1942年5月3日，日军自畹町进入德宏，经遮放闪击芒市，随即占领风平机场:70，在修复机场设施后将之投入军事用途:127。1944年，滇西反击战收复芒市后，芒市机场由中华民国政府接管，曾经整修一次以供小型战斗机起降，后废置未用:686，此时的芒市机场仅有场地而没有设施。

### 重建
德宏傣族景颇族自治州人民政府曾于1954、1959、1966年三度提出修复芒市机场的计划，因诸多原因未果，后在昆明空军指挥所的协助下对旧跑道进行了初步整修，由于文化大革命开始，机场建设再次搁置:157。1976年8月，驻昆明的中国人民解放军空军第五军使用一架安-24飞机:127，从保山机场起飞，试航芒市机场获得成功:686。1984年3月，德宏州人大代表刀安钜（时任州长）、金德贵（时任州委书记）在第六届全国人大第四次会议上提出重建芒市机场的议案:127。
1985年4月20日，德宏州《请求扩建芒市机场通航的报告》（德政请〔1985〕4号）上报云南省人民政府，请求按国家三级机场进行设计和施工扩建芒市机场；远期按国家二级机场标准作初步设计，能够满足起降波音737-300型要求:686。后又向省政府上报了《芒市飞机场扩建计划任务书》和《关于修建芒市机场论证意见的报告》等文件，机场修建受到中央与省厅领导的重视:687。1986年3月8日和5月16日，时任云南省长和志强和中共中央书记处（候补）书记王兆国先后到芒市机场视察。1986年6月30日，云南省人民政府将《关于请求将芒市机场修复为民用机场的报告》（云政发〔1986〕79号）上报国务院。9月15日，民航云南省管理局安排一架安-24飞机至芒市进行试飞，经论证认为，芒市机场起降波音737-300型客机完全可行，按三级机场设计:687。由于旧机场已停用超过40年，期间管理不善，机场周围农民自由垦殖占用机场土地1,700多亩，德宏州在11月2日开始布置修建机场征地、调地工作，耗时一年又三个月完成:690。
1987年5月11日，中央批复同意修建芒市民用机场，按安-24、运-7类型飞机的技术要求进行设计建设，总投资3,300万元:157，其中德宏州出资2,200万元:194。1988年10月1日，重建工程举行仪式正式动工。1989年1月，因为安-24客机是即将被淘汰的机型，民航局同意芒市机场跑道长度在原来批准的1,800米的基础上再延长400米，并一次建成，以便起降波音737型机:688。1990年3月17日完成试飞:157，3月25日重建工程正式竣工验收:127，飞行区等级为3C级。芒市机场总占地面积2,639.9亩:195，跑道建成长度为2,200米，宽45米，厚0.26米，水泥砼道面，停机坪尺寸为100×60米，建有储油罐6个，总容量180立方米。新建航站房屋总面积共11,911.56平方米，包括航管楼1,430.78平方米、候机楼1,851.5平方米、售票楼1,952.63平方米、货运楼607.85平方米:690。

### 投入使用
1990年4月6日，芒市民航站开业售票；4月10日芒市至昆明巫家坝国际机场的往返航线正式开航，由波音737-300型客机执飞，每周共2班:421。首班抵达芒市机场的客机是中国西南航空自昆明起飞、注册号为B-2517的波音737-300型客机:127，首航庆典活动共有5万人参加:689。1991年芒市至昆明的航线每周航班数增加到6班，1992年7月又增至每周10班:128。1993年3月3日，成都金龙包机公司开通成都至芒市的直通航班，每周2班，这是芒市机场开通的第二条航线和第一条省际航班:128。
1994年新建了全向信标台并改造了机场围界，1996年改造了巡场道，并在机场23号跑道安装Ⅰ类仪表着陆系统和Ⅰ类进近灯光系统。1997年启用DVOR/DME（全向信标/测距仪）系统。1998年改造了助航灯光系统，同年10月对停机坪进行了扩建，新增面积10,385平方米，停机坪总面积达到16,385平方米。2000年7月1日，芒市机场安装的ILS盲降仪表着陆系统启用，12月10日起正式开放夜航飞行。
2003年3月5日，中国民用航空局正式批准芒市机场更名为德宏芒市机场。2006年末，民航西南地区管理局和云南省发改委先后批复同意扩建德宏芒市机场，按满足2015年运输起降12,221架次、旅客吞吐量110万人次、货物吞吐量8,800吨的航空业务预测量设计，总投资1.47亿元。2009年10月14日扩建工程完工验收，新建机场道面40,160平方米，停机位由原来的3个增加至9个，新建两座登机廊桥，航站楼、停车场等服务设施也被翻新扩建，飞行区等级从3C级升格为4C级。此次扩建工程获得2011年评选的“第十届民航优秀工程设计奖”二等奖。由于芒市机场距离城区较近，2010年时曾有规划将芒市机场搬迁到距离西南35千米的遮放镇境内，后来州政府口头表示不再搬迁。
2016年5月17日，国务院批准芒市机场对外开放（国函〔2016〕86号）。2016年5月26日，芒市机场开始第二轮改扩建工程，总投资6.251亿元，按照2025年机场可满足旅客吞吐量400万人次，货邮吞吐量3.03万吨，飞机起降40,684架次建设。改扩建项目主要包括将现有跑道向南延长400米使其长度达到2,600米，并建设与之等长的平行滑行道，增设三条垂直联络道和一条快速出口滑行道，新建航管楼、塔台和10个C类机位的站坪，扩建停车场、中心变电站、灯光站、消防救援等地勤和场务设施，此外对助航系统设备亦有更新和迁动。2018年5月15日，瑞丽航空一架波音737-800在芒市机场已延长的跑道完成试飞。7月19日，芒市机场跑道延长部分、中南部平行滑行道投入使用。2018年11月15日，芒市机场航空口岸对外开放通过国家验收。
2023年5月30日，中国民用航空局正式批准德宏芒市机场更名为“德宏芒市国际机场”。

## 设施

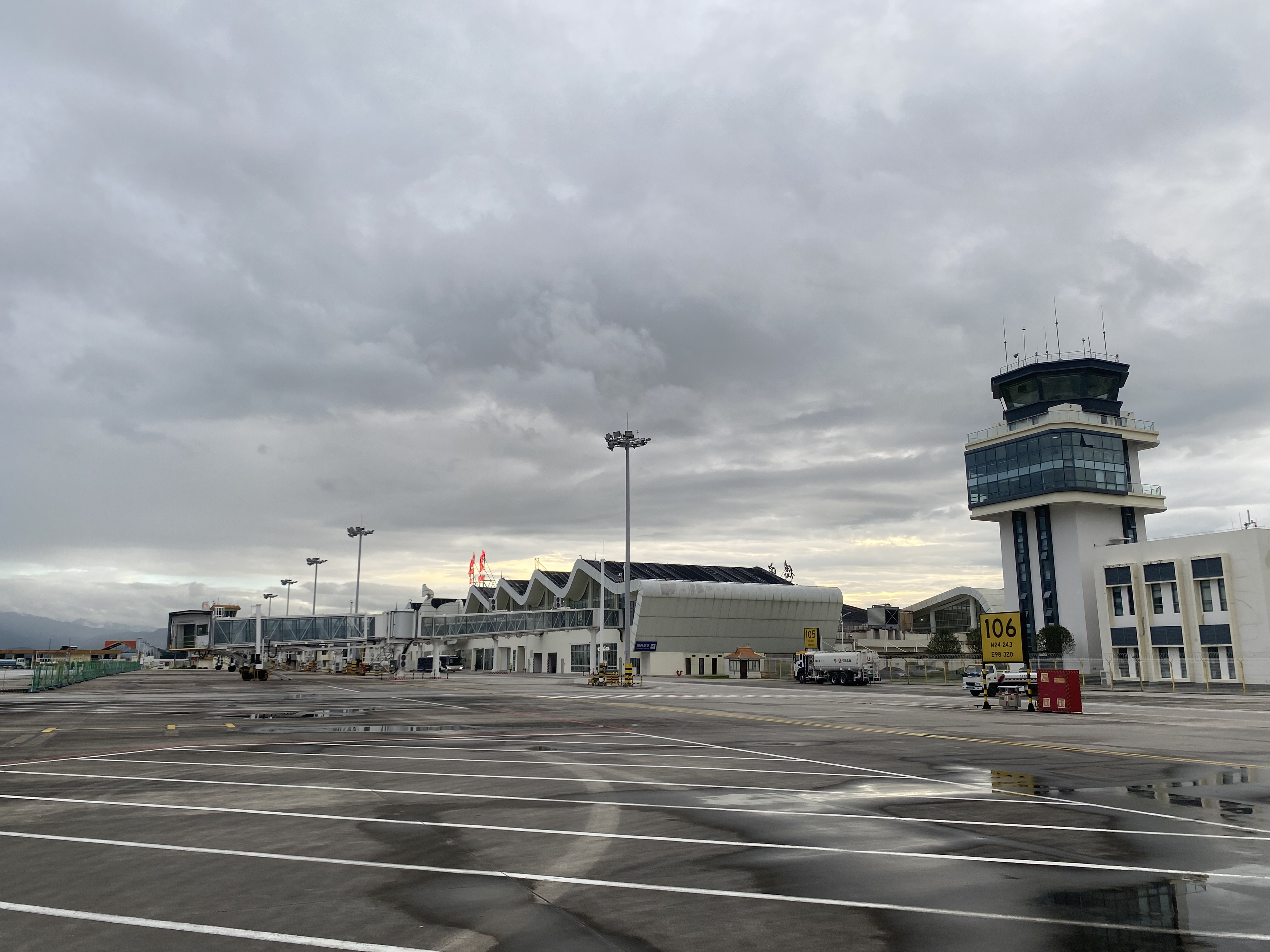
芒市机场航站楼、机坪、塔台

机场跑道长2,600米，宽45米，方向为05/23，PCN值为 61/F/B/W/T，能起降波音737-800、空客320及以下机型飞机。由于机场周围5千米内均为山区，西南方向净空较好，因此23离场为主要离场方式:47。机场共有3条垂直联络道、1条快速脱离道和25个机位。配备了仪表着陆系统、甚高频全向信标台、测距仪、进近灯光系统和其他通信、导航、气象、机务、安检、运输设备，具备夜航条件。
2009年5月6日新航站楼投入使用，设计风格为花园格局搭配民族风情，总建筑面积13,000平方米，其中国内候机厅10,500平方米，预留国际候机厅2,500平方米，共设置三个登机廊桥，停车场总面积12,000平方米。芒市机场在未来将进行老航站楼的增容改造和4万平方米新航站楼及货运库建设。

## 数据

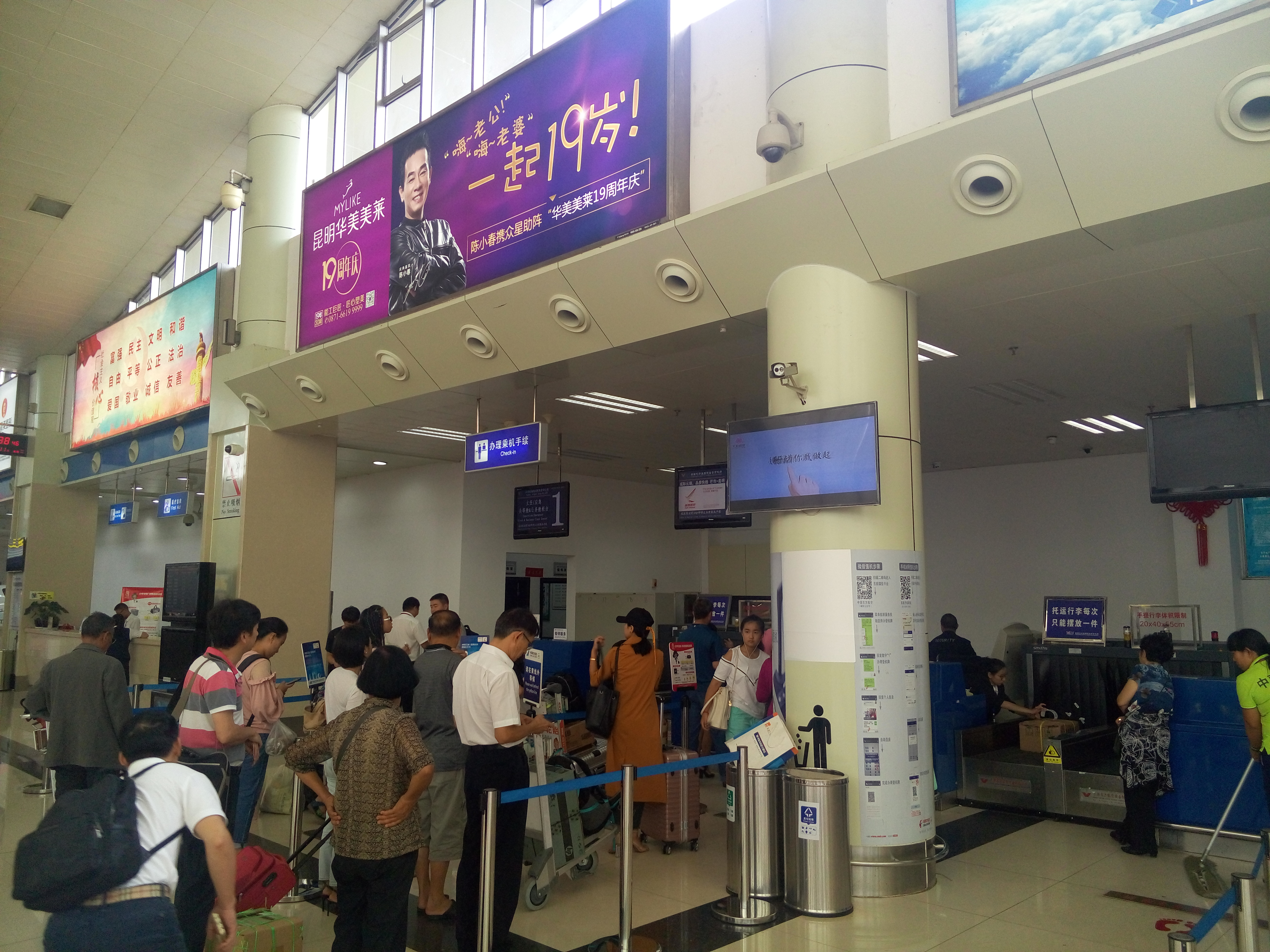
国内线值机柜台

2004年芒市机场旅客量突破20万人次，2011年超过50万人次，2014年德宏芒市机场旅客量达到百万人次，2019年超过200万人次。
| 年份 | 旅客（人） | 旅客变化  | 货运（千克） | 货运变化 | 起降架次 | 架次变化 |
| ---- | ---------- | --------- | ------------ | -------- | -------- | -------- |
| 1990 | 11,068     | ━         | 22,481       | ━        | 180      | ━        |
| 1991 | 26,543     | ▲+139.8%  | 95,000       | ▲+322.6% | 424      | ▲+135.6% |
| 1992 | 46,766     | ▲+76.2%   | 48,706       | ▼-48.7%  | 350      | ▼-17.5%  |
| 1993 | 16,280     | ▼-65.2%   | 160,000      | ▲+228.5% | 1,216    | ▲+247.4% |
| 1994 | 81,829     | ▲+402.6%  | 1,661,000    | ▲+938.1% | 633      | ▼-47.9%  |
| 1995 | 193,950    | ▲+137.0%  | 2,043,886    | ▲+23.1%  | 1,537    | ▲+142.8% |
| 1996 | 178,383    | ▼-8.0%    | 2,079,570    | ▲+1.7%   | 1,438    | ▼-6.4%   |
| 1997 | 185,352    | ▲+3.9%    | 2,508,076    | ▲+20.6%  | 1,452    | ▲+1.0%   |
| 1998 | 171,832    | ▼-7.3%    | 1,895,038    | ▼-24.4%  | 1,374    | ▼-5.4%   |
| 1999 | 178,748    | ▲+4.0%    | 1,306,431    | ▼-31.1%  | 1,464    | ▲+6.6%   |
| 2000 | 155,767    | ▼-12.9%   | 1,414,204    | ▲+8.2%   | 1,386    | ▼-5.3%   |
| 2001 | 163,912    | ▲+5.2%    | 1,718,743    | ▲+21.5%  | 1,482    | ▲+6.9%   |
| 2002 | 151,249    | ▼-7.7%    | 1,404,736    | ▼-18.3%  | 1,564    | ▲+5.5%   |
| 2003 | 148,971    | ▼-1.5%    | 1,198,631    | ▼-14.7%  | 1,544    | ▼-1.3%   |
| 2004 | 217,469    | ▲+46.0%   | 1,202,221    | ▲+0.3%   | 2,004    | ▲+29.8%  |
| 2005 | 304,205    | ▲+39.9%   | 1,306,614    | ▲+8.7%   | 3,044    | ▲+51.9%  |
| 2006 | 355,900    | ▲+17.0%   | 2,717,229    | ▲+108.0% | 3,654    | ▲+20.0%  |
| 2007 | 399,338    | ▲+12.2%   | 3,157,048    | ▲+16.2%  | 4,032    | ▲+10.3%  |
| 2008 | 354,574    | ▼-11.2%   | 2,668,530    | ▼-15.5%  | 3,671    | ▼-9.0%   |
| 2009 | 380,265    | ▲+7.2%    | 2,888,085    | ▲+8.2%   | 3,870    | ▲+5.4%   |
| 2010 | 443,843    | ▲+16.7%   | 3,654,069    | ▲+26.5%  | 4,528    | ▲+17.0%  |
| 2011 | 506,452    | ▲+14.1%   | 3,929,850    | ▲+7.5%   | 4,927    | ▲+8.8%   |
| 2012 | 689,594    | ▲+36.2%   | 4,882,112    | ▲+24.2%  | 6,605    | ▲+34.1%  |
| 2013 | 929,540    | ▲+34.8%   | 4,437,697    | ▼-9.1%   | 9,248    | ▲+40.0%  |
| 2014 | 1,060,650  | ▲+14.1%   | 5,669,367    | ▲+27.8%  | 10,136   | ▲+9.6%   |
| 2015 | 1,323,465  | ▲+24,8%   | 7,778,817    | ▲+37.2%  | 11,230   | ▲+10.8%  |
| 2016 | 1,537,536  | ▲+16.2%   | 6,857,734    | ▼-11.8%  | 12,726   | ▲+13.3%  |
| 2017 | 1,652,533  | ▲+7.48%   | 8,510,471    | ▲+24.1%  | 13,982   | ▲+9.9%   |
| 2018 | 1,813,896  | ▲+9.76%   | 8,330,157    | ▼-2.12%  | 15,528   | ▲+11.06% |
| 2019 | 2,122,958  | ▲+17.04%  | 10,758,892   | ▲+29.16% | 18,160   | ▲+16.95% |
| 2020 | 1,892,713  | ▼-10.85%  | 12,429,811   | ▲+15.53% | 18,265   | ▲+0.58%  |
| 2021 | 1,237,937  | ▼-34.59%  | 8,271,922    | ▼-33.45% | 12,584   | ▼-31.1%  |
| 2022 | 1,042,740  | ▼-15.77%  | 5,903,453    | ▼-28.63% | 10,173   | ▼-19.16% |
| 2023 | 2,266,993  | ▲+117.41% | 10,602,441   | ▲+79.6%  | 19,604   | ▲+92.71% |

## 航点

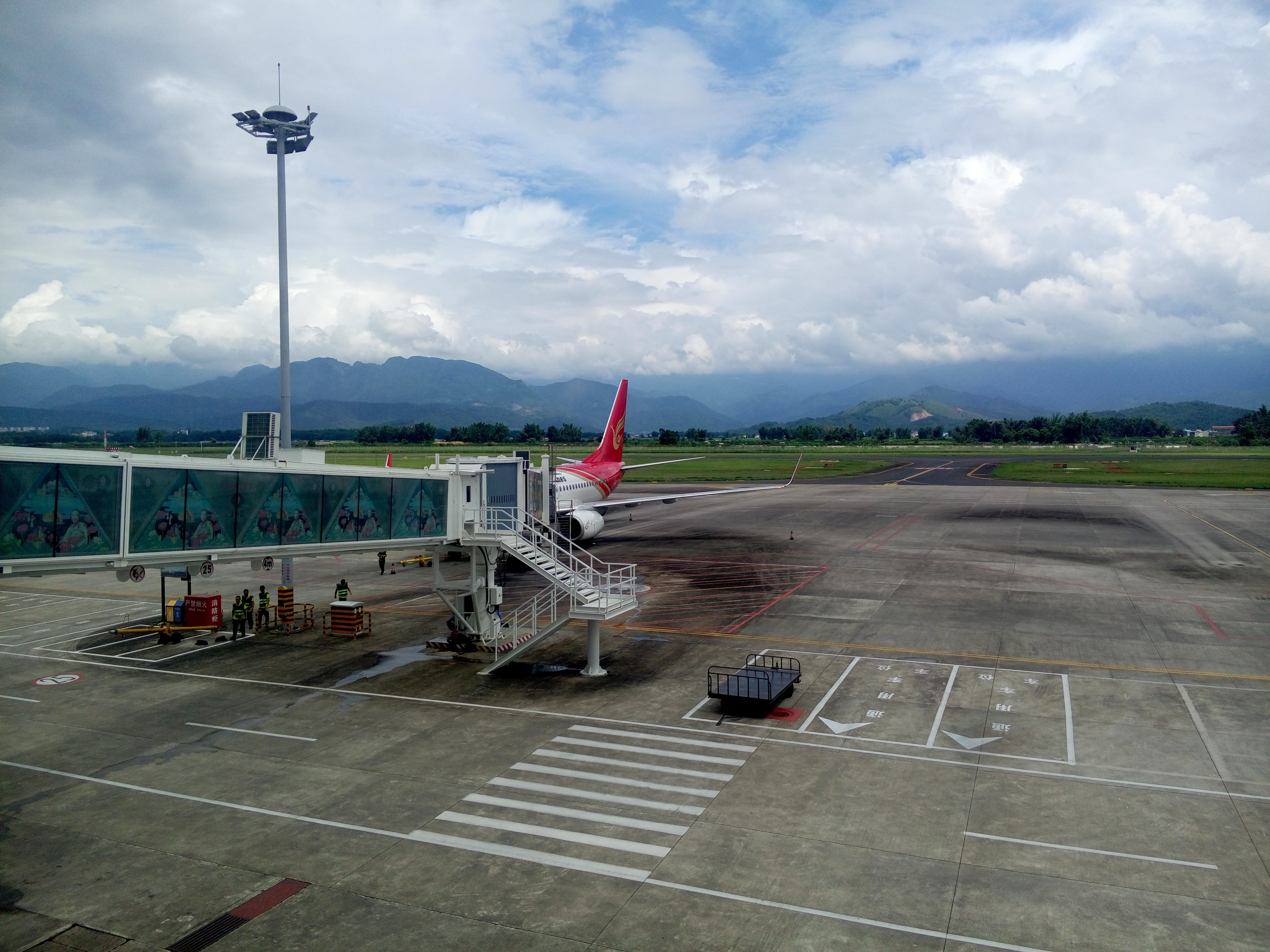
芒市机场廊桥

2023年冬航季，芒市机场共开通了飞往中国内地23座城市的航班，其中直航机场17个，飞往昆明长水国际机场的航班数占比最大。根据2016年周航班数据抽样映射研究的结果，芒市机场每周有超过百架次的短途支线航班飞往昆明长水国际机场这一高吞吐量机场，使得芒市通往中国其他城市拥有高座位可得性，芒市机场因而也成为了中国通达性排名第十的机场:7。2019年1月31日，瑞丽航空开通芒市飞往曼德勒的定期国际航线；2019年10月27日，瑞丽航空开通芒市飞往仰光的定期国际航线。受2019冠状病毒病疫情影响，飞往缅甸的国际航线停飞。2023年1月21日，瑞丽航空恢复芒市至缅甸曼德勒往返国际航班。缅甸国家航空曾于2023年夏秋航季开通芒市—曼德勒—仰光国际航线。
| 航空公司     | 目的地 |
| ------------ | --- |
| 瑞丽航空     | 境內：长沙、常州（经停昆明）、重庆、昆明、丽江、南宁（经停西双版纳）、武汉、无锡（经停昆明）、西双版纳 国际：曼德勒 |
| 中国东方航空 | 北京-大兴、成都-天府、昆明、广州、上海-浦东、深圳                                                                   |
| 昆明航空     | 北京-首都、成都-天府、杭州、昆明、泉州、深圳（经停昆明）、西安、厦门（经停昆明）、扬州（经停成都-天府）             |
| 重庆航空     | 昆明、广州、惠州（经停昆明）                                                                                        |
| 多彩贵州航空 | 成都-天府、重庆、贵阳                                                                                               |
| 西藏航空     | 成都-双流、重庆、昆明、西宁                                                                                         |
| 首都航空     | 杭州、南京、西安 |
| 四川航空     | 成都-天府、昆明 |
| 春秋航空     | 昆明、石家庄（经停昆明）                                                                                            |
| 中国国际航空 | 成都-天府 |
| 湖南航空     | 长沙 |
| 祥鹏航空     | 昆明 |

## 机场交通
公共汽车和出租车是机场往返芒市城区仅有的公共交通工具，机场至芒市城区通行2路、6路及机场专线公交。瑞丽航空开通了芒市机场至瑞丽城区的往返大巴，需凭瑞丽航空的相关登机牌搭乘。

## 事故
- 2004年11月23日，中国国际航空西南分公司CA4455航班，在执行昆明至芒市航班任务降落时冲出跑道，最后停在跑道外100多米的安全道上，机上乘客顺利下机，飞机无损伤。事故原因不明，据称飞机降落时恰逢打雷，有说法认为这是发生事故的天气原因。[52][53]